# Charny-Orée-de-Puisaye
Charny-Orée-de-Puisaye es una comuna nueva francesa situada en el departamento de Yonne, de la región de Borgoña-Franco Condado.

## Historia
Fue creada el 1 de enero de 2016, en aplicación de una resolución del prefecto de Yonne de 13 de noviembre de 2015 con la unión de las comunas que formaban la comunidad de comunas de Orée de Puisaye: Chambeugle, Charny, Chêne-Arnoult, Chevillon, Dicy, Fontenouilles, Grandchamp, Malicorne, Marchais-Beton, Perreux, Prunoy, Saint-Denis-sur-Ouanne, Saint-Martin-sur-Ouanne y Villefranche, pasando a estar el ayuntamiento en la antigua comuna de Charny.

## Demografía
| Gráfica de evolución demográfica de Charny-Orée-de-Puisaye entre 1800 y 2013 |
|                                                                              |

Los datos entre 1800 y 2013 son el resultado de sumar los parciales de las catorce comunas que forman la nueva comuna de Charny-Orée-de-Puisaye, cuyos datos se han cogido de 1800 a 1999, para las comunas de Chambeugle, Charny, Chêne-Arnoult, Chevillon, Dicy, Fontenouilles, Grandchamp, Malicorne, Marchais-Beton, Perreux, Prunoy, Saint-Denis-sur-Ouanne, Saint-Martin-sur-Ouanne, y Villefranche de la página francesa EHESS/Cassini. Los demás datos se han cogido de la página del INSEE.

## Composición
| Comuna delegada         | Código INSEE | Población (2013) | Superficie (km²) | Densidad (hab./km²) |
| ----------------------- | ------------ | ---------------- | ---------------- | ------------------- |
| Chambeugle              | 89070        | 53               | 17.28            | 7                   |
| Charny                  | 89086        | 1617             | 18.99            | 85                  |
| Chêne-Arnoult           | 89097        | 118              | 9.10             | 13                  |
| Chevillon               | 89103        | 326              | 13.08            | 25                  |
| Dicy                    | 89138        | 328              | 10.24            | 32                  |
| Fontenouilles           | 89078        | 218              | 16.48            | 13                  |
| Grandchamp              | 89192        | 367              | 28.27            | 13                  |
| Malicorne               | 89241        | 155              | 15.91            | 10                  |
| Marchais-Beton          | 89243        | 119              | 10.95            | 11                  |
| Perreux                 | 89294        | 335              | 26.37            | 13                  |
| Prunoy                  | 89317        | 307              | 24.89            | 12                  |
| Saint-Denis-sur-Ouanne  | 89343        | 128              | 10.21            | 13                  |
| Saint-Martin-sur-Ouanne | 89358        | 441              | 15.34            | 29                  |
| Villefranche            | 89454        | 635              | 23.27            | 27                  |